# Carretera del Arco
La carretera del Arco es una vía sin finalizar en la provincia de Málaga, que comenzó su construcción en 1992. Su objetivo es enlazar el oeste y el este de la Costa del Sol sin pasar por la ciudad de Málaga, sirviendo de circunvalación exterior del área urbana de la capital provincial para unir Marbella con Vélez-Málaga.
El trazado está formado por la unión de las carreteras A-355 y A-356, aunque el tramo entre Cártama y Casabermeja está sin terminar debido a la difícil orografía. A día de hoy, se debe tomar las carreteras A-357, A-7075 y MA-3104 para llegar hasta Casabermeja desde el valle del Guadalhorce, o bien entrar en Málaga y tomar la A-45 hacia Casabermeja o la autovía del Mediterráneo a Vélez-Málaga.